# Parafia Świętego Krzyża w Jaworznie-Jeleniu
Parafia Świętego Krzyża w Jaworznie Jeleniu – rzymskokatolicka parafia, położona w dekanacie jaworznickim św. Wojciecha BM, diecezji sosnowieckiej, metropolii częstochowskiej w Polsce, erygowana w 1914 roku. Do maja 1992 roku należała do diecezji krakowskiej, a od 1925 roku do metropolii krakowskiej.